# Pesquera de Duero
Pesquera de Duero es un municipio y localidad española de la provincia de Valladolid, en la comunidad autónoma de Castilla y León. Pertenece a la comarca de Campo de Peñafiel.

## Historia
La zona que riega el Duero a su paso por Pesquera ha sido tradicionalmente un punto crucial de caminos y al mismo tiempo un lugar geográficamente privilegiado por la bondad de sus tierras. Por ello ha sido desde tiempos remotos terreno ideal para el establecimiento de pueblos pastores y agricultores. Los cerros que se abren detrás de Pesquera cobijan un valle cuyo inicio está presidido por la altura de las pinzas, donde se ha querido localizar la antigua Pintia. En las laderas de estos cerros de las Pinzas existen restos de un poblado prehistórico, puesto que se advierten fragmentos de muros. En este lugar han aparecido puntas de sílex de la Edad Neolítica, cerámicas de la Edad del Bronce tardío y de la Edad de Hierro, especialmente cuencos, jarros y vasos de forma ovoide.
Junto al camino medieval llamado de Los Aragoneses apareció un miliario, por lo que puede suponerse que anteriormente fuera una calzada romana. En las proximidades de Pesquera, en el pago denominado de La Dehesilla se ha encontrado también cerámica celtibérica, hachas pulimentadas y un plato de bronce. En el camino del cañal han aparecido urnas cinerarias, un cuenco de cerámica y un vaso de finales de la Edad del Bronce. Igualmente en el término de Calarraceña se han localizado cerámicas pintadas, vasos ovoides y copas de pie alto, materiales que por la forma de aparecer sugieren que en este lugar puede existir una necrópolis. 
Durante la Edad Media, tenemos noticias a través de la Comunidad de Villa y Tierra de Peñafiel. Organización a la que perteneció desde sus inicios (siglo XII), hasta el año 1395 en que fue donada por el infante Fernando de Antequera, duque de Peñafiel, a Diego López de Zúñiga, justicia mayor del rey. (1568) continua formando parte de las posesiones de los duques de Béjar.
El siglo XVI es de gran prosperidad para Pesquera desde el punto de visto demográfico y económico con la expansión del viñedo.
En 1631 ya tiene la categoría de villa y cuenta con 150 vecinos, un alcalde mayor, dos alcaldes ordinarios, un alguacil, dos vehedores del vino...
El pueblo parece haber tenido una gran vitalidad social y económica a lo largo de la historia. Entre su caserío se conservan varios blasones heráldicos que denotan la permanencia en el pueblo de familias de abolengo.
En la Calle de las Eras existe una casa con dos escudos flaqueando un balcón. Sobre este hay una cartela rococó con la inscripción año de 1762. En la Calle del Cazo aparece un escudo enmarcado en una moldura de yeserías barrocas con fecha 1711. En la Calle de la Sacristía hay una casa con doble escudo que presenta cinco Flores de Lis en el de la izquierda y la Cruz de Calatrava en el de la derecha.
La Plaza Mayor es porticada, con dinteles en su mayor parte y tiene un arco de piedra como entrada, en el cual figura un escudo que probablemente representa a la familia de los Zúñiga, duques de Béjar. En él aparece la fecha de 1630. En tiempos esta entrada tenía una puerta de la que aún se conservan los espacios para los goznes de la misma.

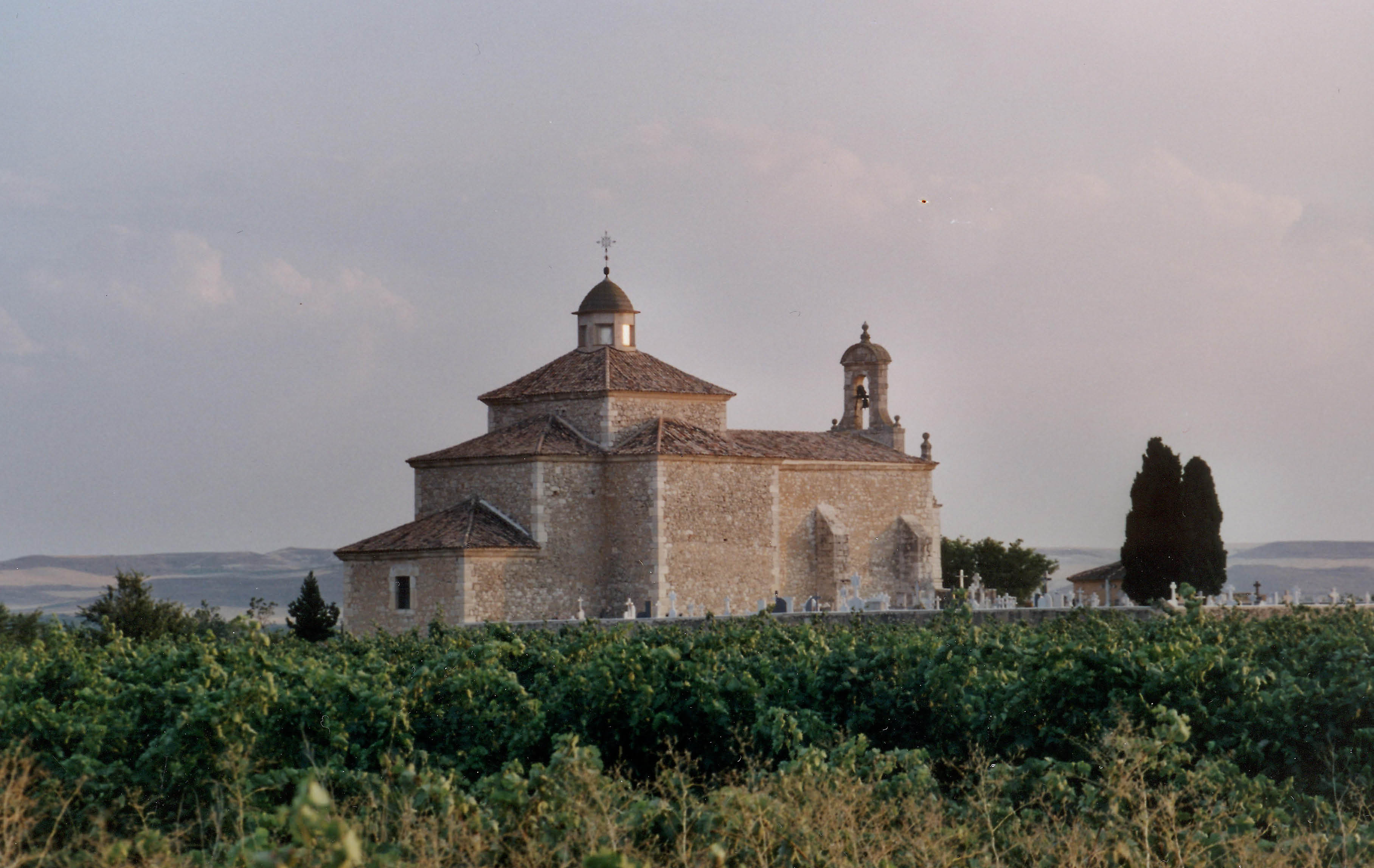
Ermita de Rubialejos

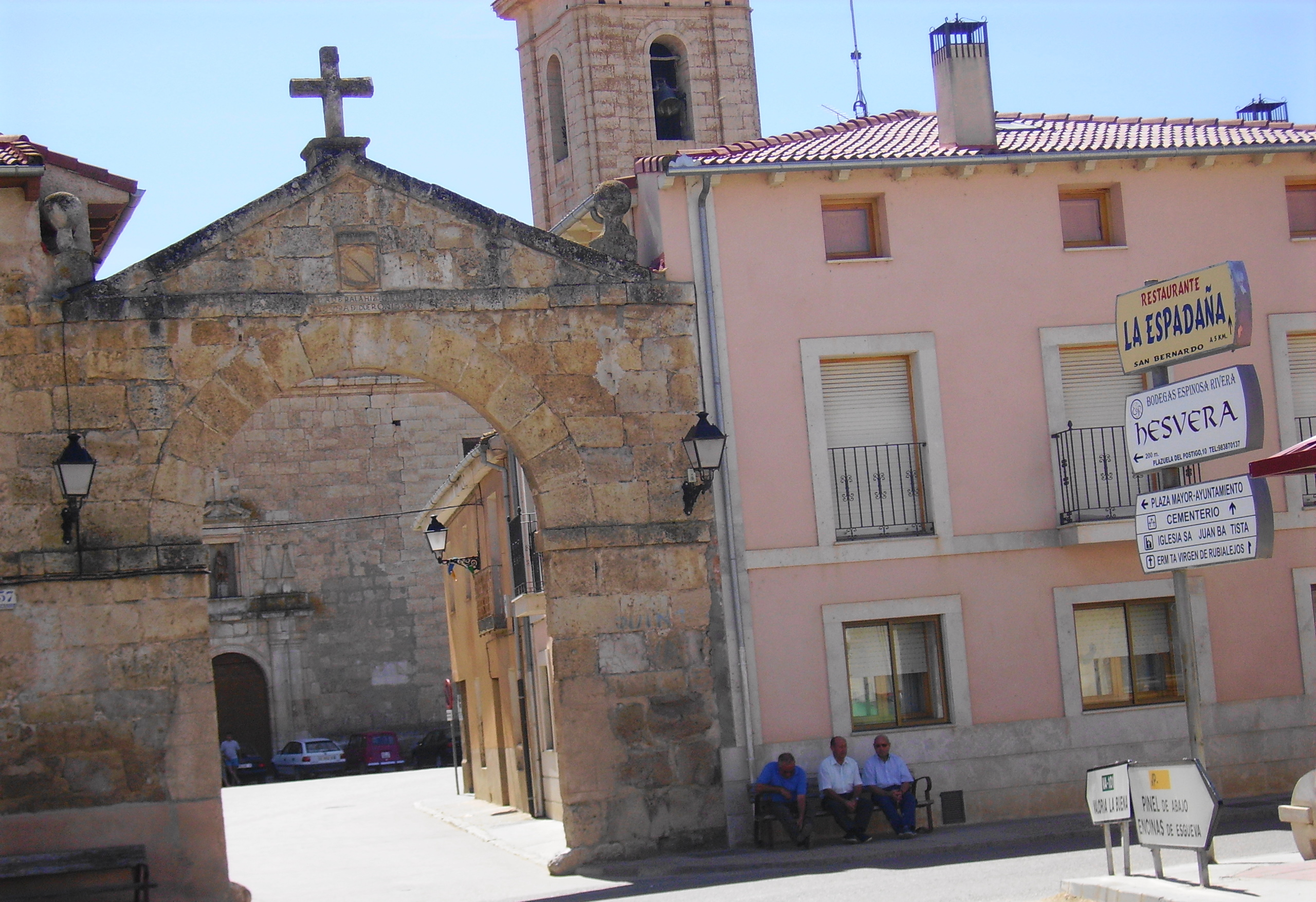
Entrada del arco a la plaza

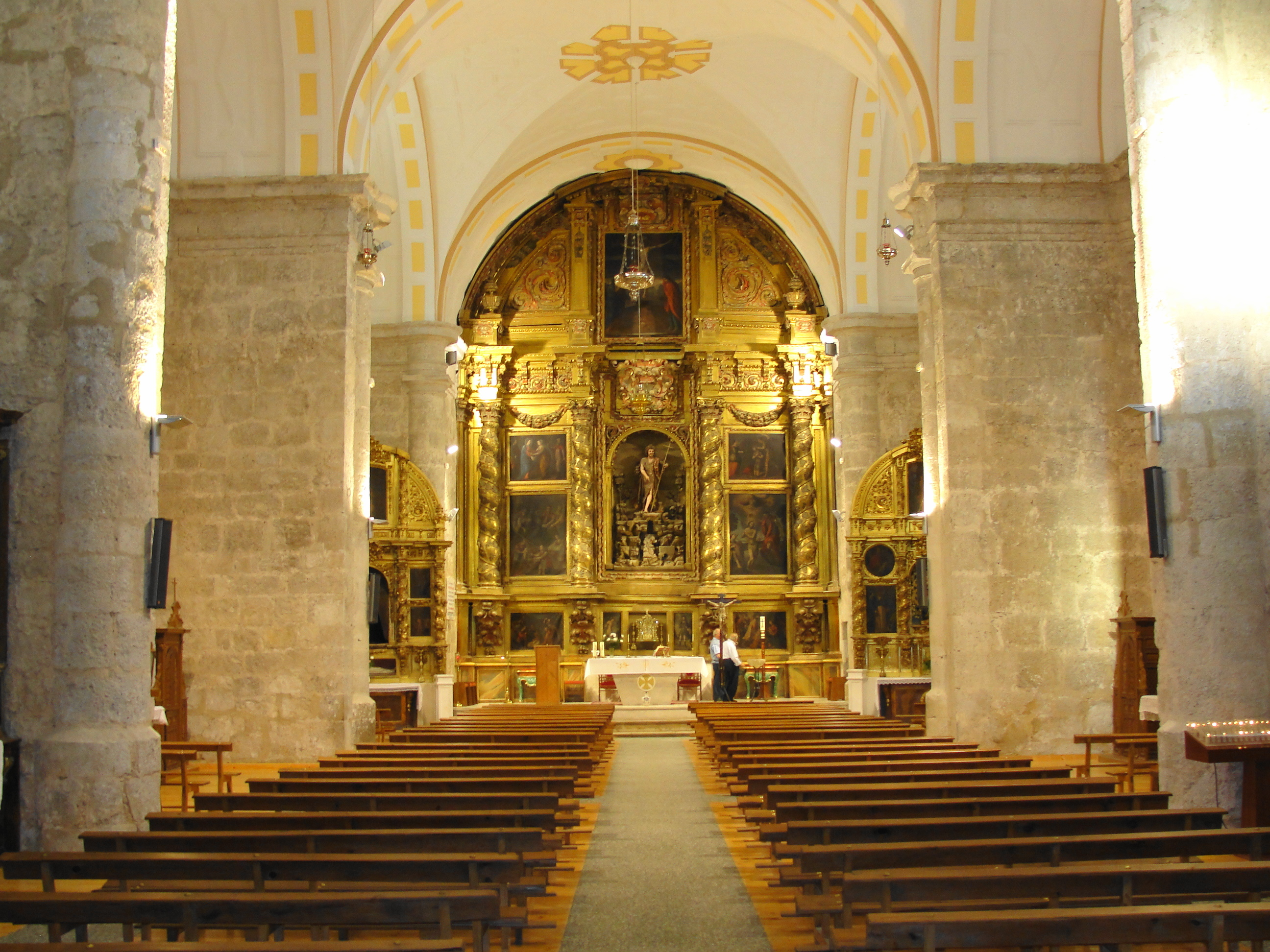
Templo dedicado a San Juan bautista

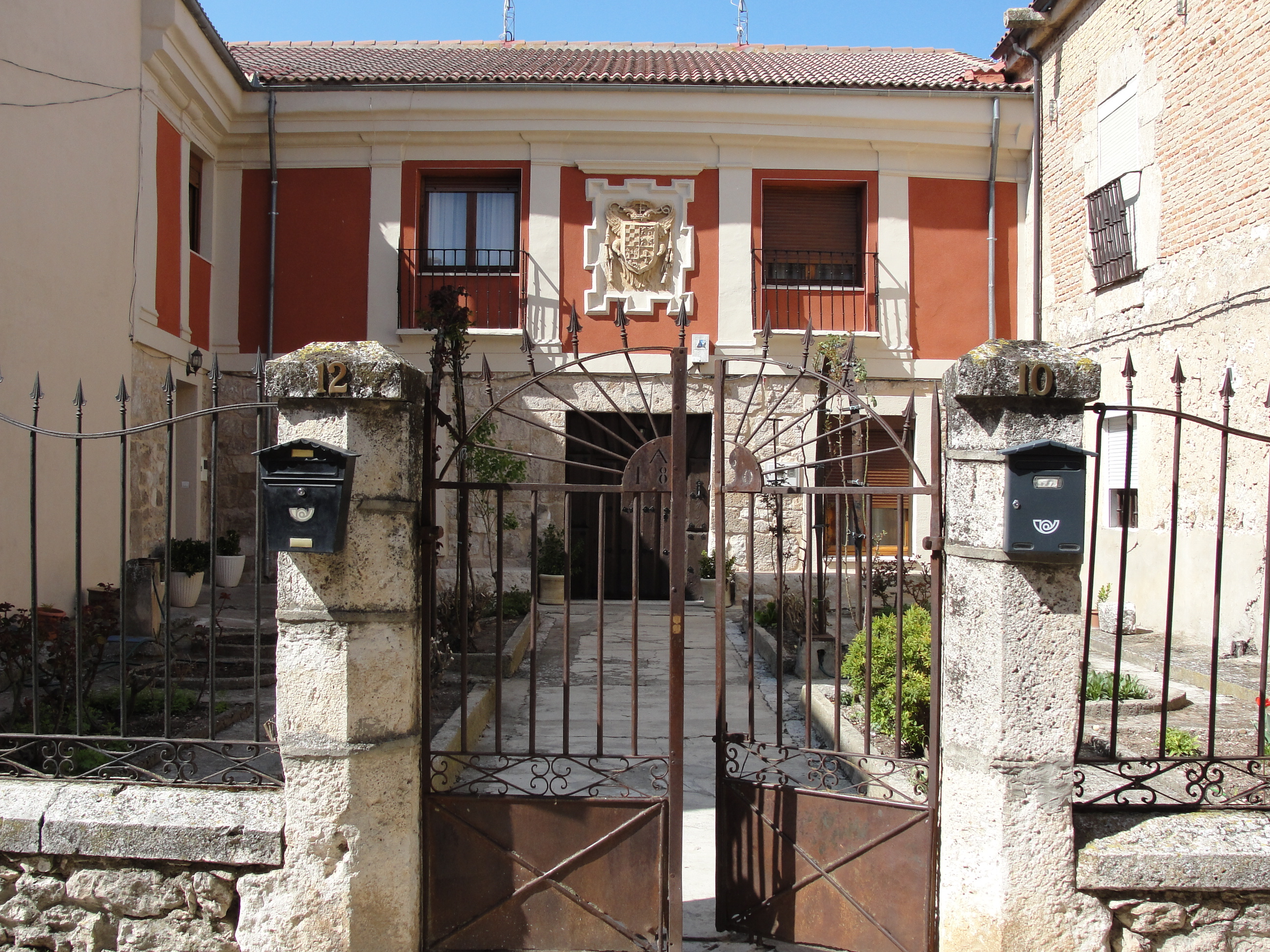
Casa de la calle el Cazo

En el catastro de Ensenada, 1752, se afirma que los cultivos básicos son cereales y viñedo. También se citan otras ocupaciones: cinco tejedores de cáñamo, cuatro sastres, tres zapateros, un carnicero, un cerrajero, un botero (el que hace, adereza o vende botas o pellejos para vino, vinagre, aceite, etc.) y un estameñero y bonero (el estameñero realiza estameñas, o sea, tejidos de lana sencillos que tienen la urdimbre y la trama de estambre). Aunque el pan se elaboraría en las casas, dos vecinas se ocupaban como panaderas (tal vez orientadas a los miembros del clero o a familias que no pudiesen hacer su propio pan). En el molino del concejo se ocupaban dos vecinos.
1732.
Romualdo Rivera, de Pesquera es propietario de 3/8 de la aceña de Curiel en el Duero. Arrendada en 200 fanegas de trigo y 10 arrobas de tocino.
En la desamortización de Mendizábal La Dehesa de los Canónigos se vendió entera porque, como estaba arbolada «no es terreno labrantío».
1895
Alcalde Mariano García Monedo y secretario del Ayuntamiento Aniceto Castaño.

## Demografía
Cuenta con una población de 423 habitantes (INE 2024).
| Gráfica de evolución demográfica de Pesquera de Duero entre 1842 y 2021                                               |
| |
| Población de derecho según los censos de población del INE. Población de hecho según los censos de población del INE. |

## Administración y política
| Periodo   | Nombre                      | Partido       |
| --------- | --------------------------- | ------------- |

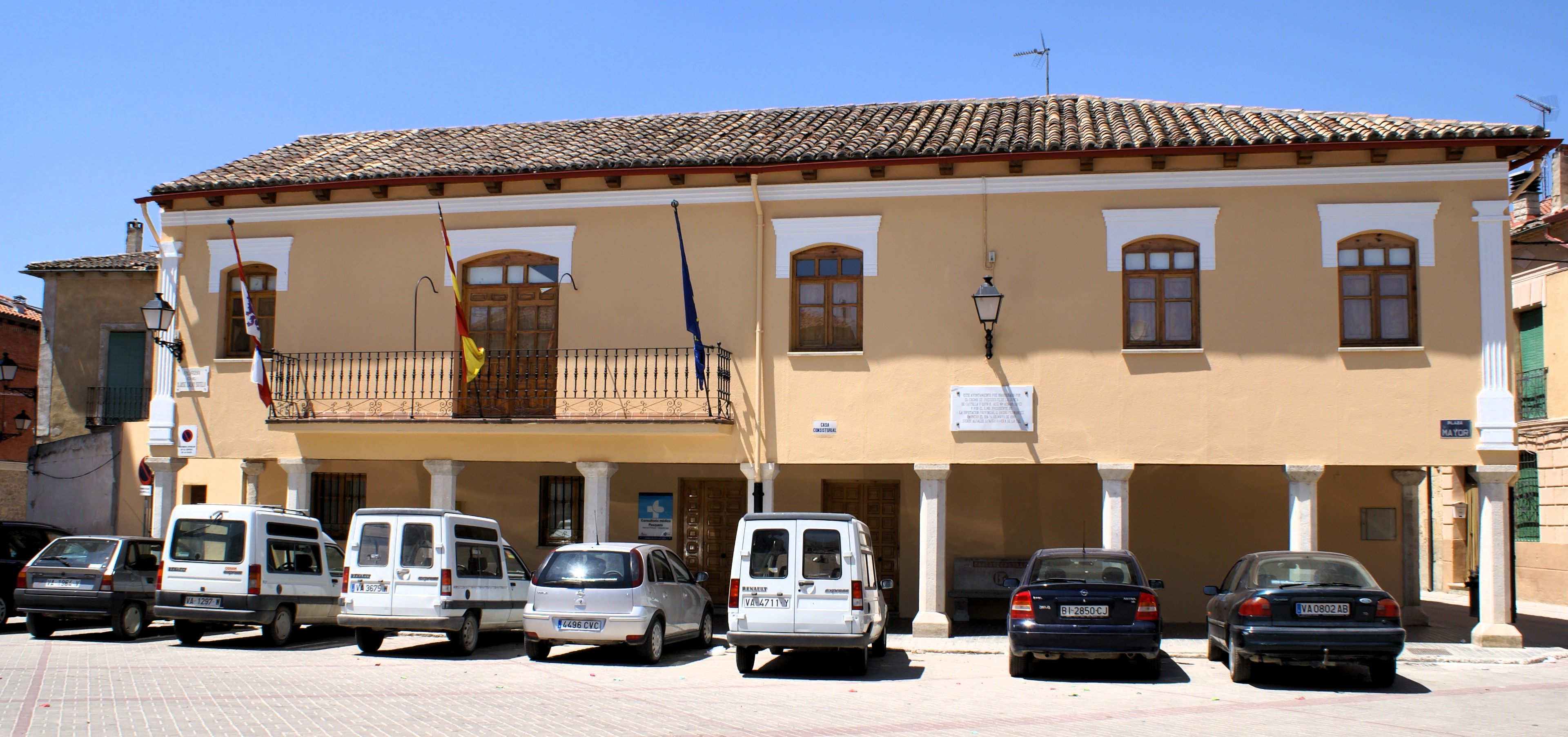
Casa consistorial

| 1979-1983 | José Luis Matesanz Bocos    | UCD           |
| 1983-1987 | Pablo Rivera de la Cal      | AP            |
| 1987-1991 | Pablo Rivera de la Cal      | AP            |
| 1991-1995 | Felix Muñoz                 |               |
| 1995-1999 | Abel Arranz Matesanz        | PP            |
| 1999-2003 | José Félix Fernández Andrés | Independiente |
| 2003-2007 | José Félix Fernández Andrés | PP            |
| 2007-2011 | José Félix Fernández Andrés | PP            |
| 2011-2015 | José Luis Martínez Lubiano  | PP            |
| 2015-2019 | José Luis Martínez Lubiano  | PP            |
| 2019-2023 | José Luis Martínez Lubiano  | PP            |
| 2023-act. | José Luis Martínez Lubiano  | PP            |

## Cultura

### Patrimonio

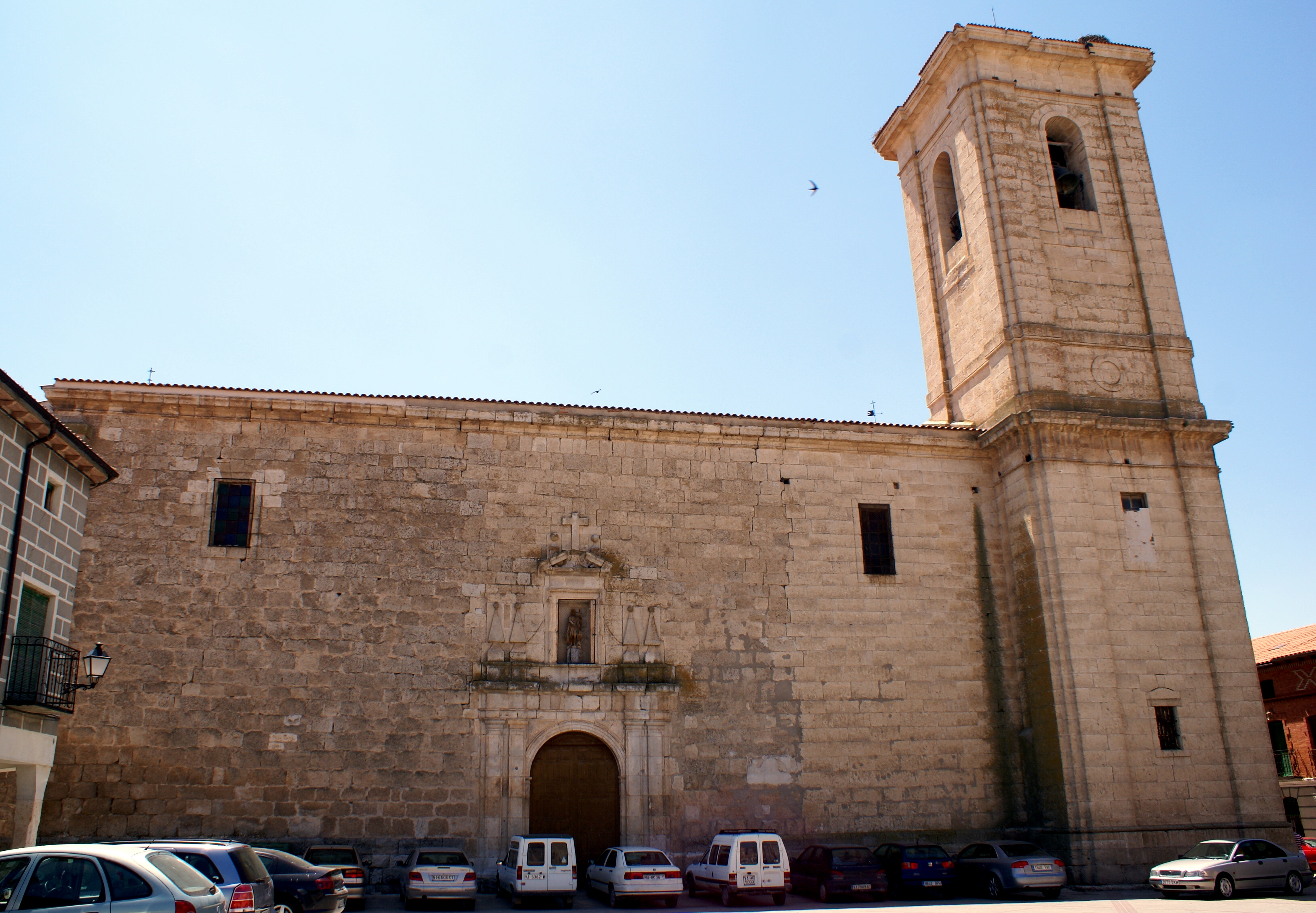
Iglesia de San Juan Bautista

- Iglesia Parroquial de San Juan Bautista. Atribuida al maestro cantero cántabro Juan de Nates y bajo la dirección de Juan de la Vega.
- Ermita de Nuestra Señora de Rubialejos.

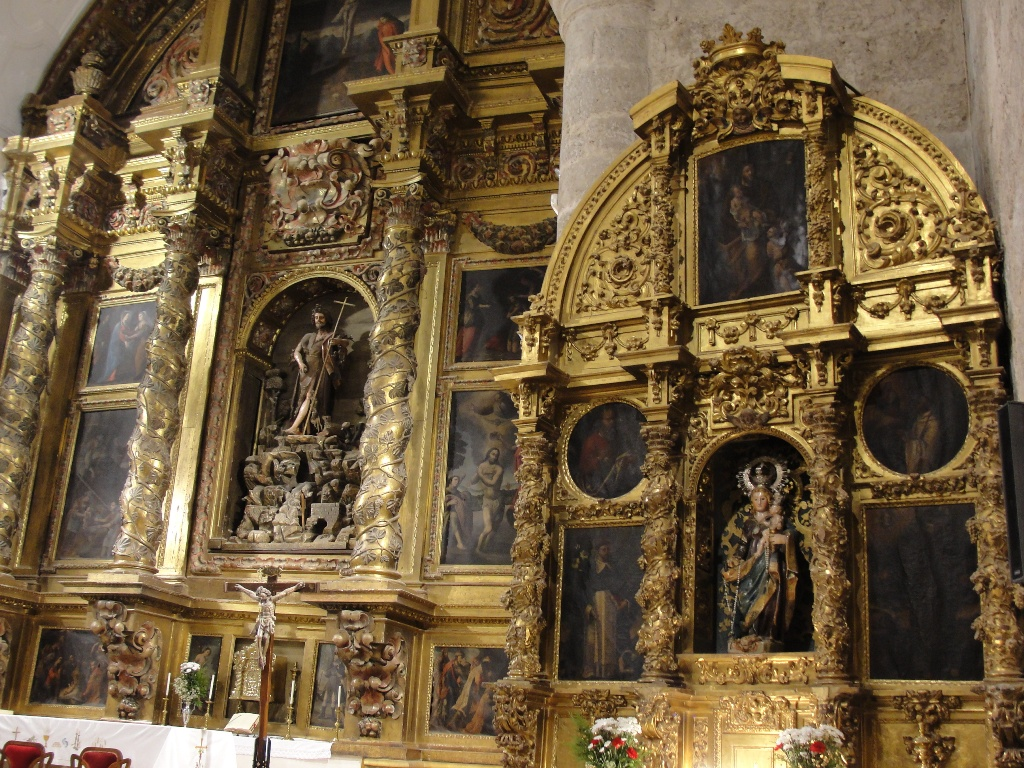
Típicos retablos barrocos

- Ermita del Santo Cristo
- Ermita de San Pedro
- Ermita de San Sebastián

### Fiestas
- 8 y 9 de septiembre: Virgen de Rubialejos.
- 23 y 24 de junio: San Juan Bautista.
- 15 de mayo: San Isidro
- 13 de junio: San Antonio de Padua
- 29 de junio: San Pedro

### El vino

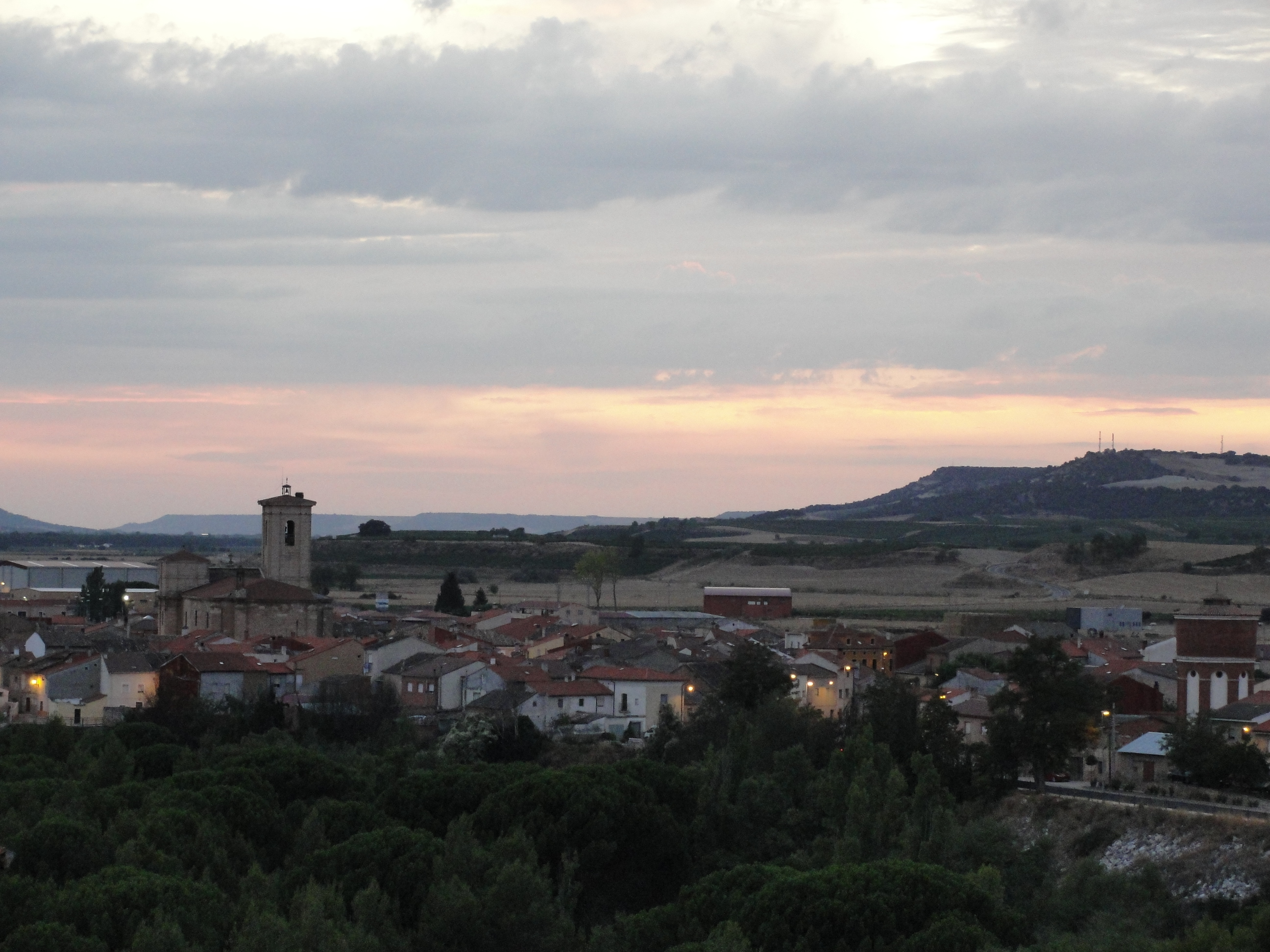
vista del pueblo desde las bodegas

En 2015 Pesquera tenía registradas alrededor de 23 bodegas con la denominación de origen Ribera del Duero. Algunas de ellas tienen actividades de Enoturismo. gracias a la dedicación de sus vecinos y a la calidad de sus vinos.
En el Madoz se indica que «fuera de la población, en la parte E. hay varias bodegas para guardar el vino». También se señala la existencia de dos boteros (los profesionales que convertían las pieles de los animales en recipientes para el vino).
En Los Pueblos de Valladolid de Juan Ortega y Rubio (1895), se dice «En el término de Pesquera se cosecha el mejor vino de la Ribera del Duero».
No se puede silenciar el nombre de Alejandro Fernández como precursor e impulsor del desarrollo de los vinos de calidad de La Ribera del Duero.

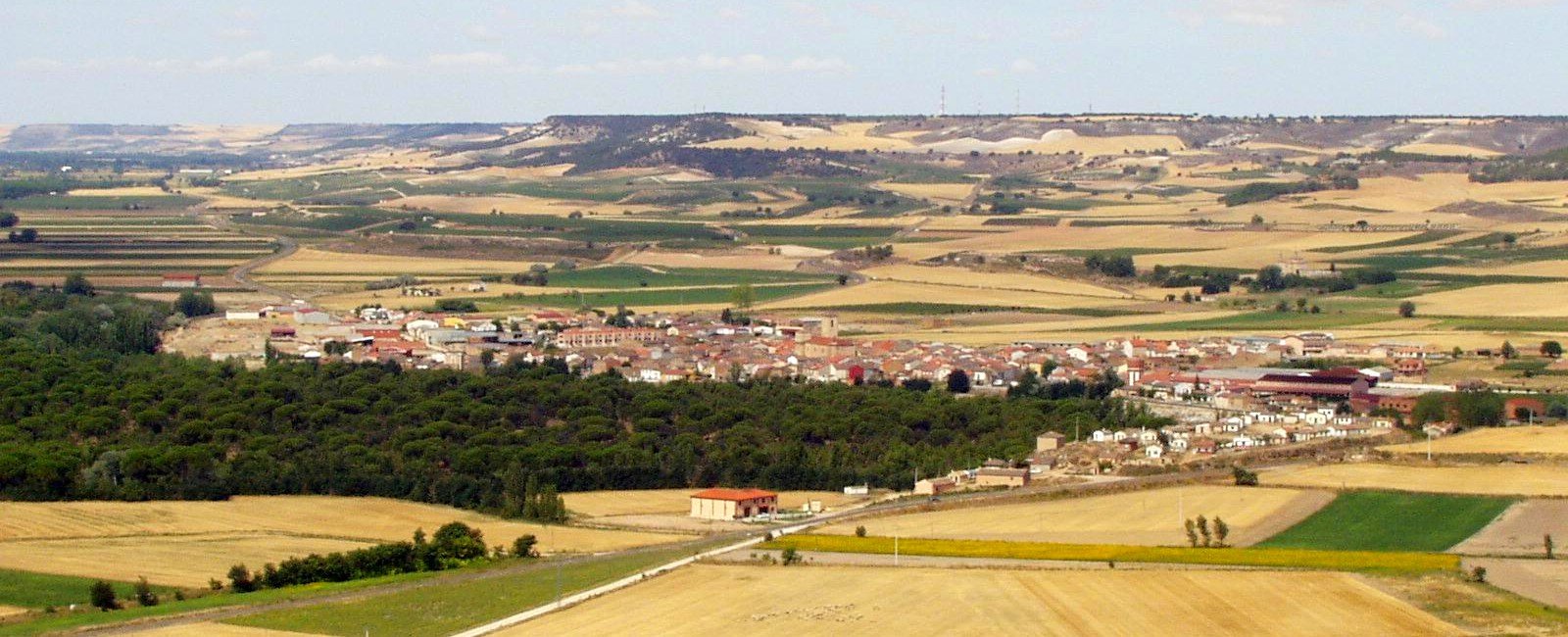
Pesquera de Duero. Vista desde Las Pinzas de Curiel